# Cmentarz parafialny w Zaborowie (powiat warszawski zachodni)
Cmentarz parafii Nawiedzenia Najświętszej Maryi Panny w Zaborowie lub też cmentarz parafialny w Zaborowie, cmentarz w Zaborowie, cmentarz zaborowski – cmentarz rzymskokatolicki znajdujący się we wsi Zaborów w gminie Leszno, w powiecie warszawskim zachodnim, w województwie mazowieckim.
Powstał w 1830 roku. Ujęty jest w rejestrze zabytków i ewidencji zabytków. Na cmentarzu znajduje się wydzielona kwatera dla żołnierzy Wojska Polskiego poległych we wrześniu 1939. W kwaterze tej pochowany był między innymi Antoni Cejzik (1900–1939) – lekkoatleta, wieloboista, wielokrotny medalista mistrzostw Polski, poległ podczas kampanii wrześniowej. Jego szczątki zostały ekshumowane i pochowane w kwaterze wojennej na cmentarzu parafialnym w Brwinowie.
Na cmentarzu znajduje się także wspólny grób, sióstr ze Zgromadzenia Sióstr Matki Teresy z Kalkuty. Pochowane są w nim siostry: Anna Maria Xerri (s. Elise) oraz Ewa Rożek (s. Albina) (sektor: A, rząd: N, grób nr: 5).

## Osoby pochowane na cmentarzu
- Jan Kujawski (1885–1946) – polski nauczyciel, działacz społeczny i oświatowy, kierownik szkoły powszechnej w Zaborowie[7]

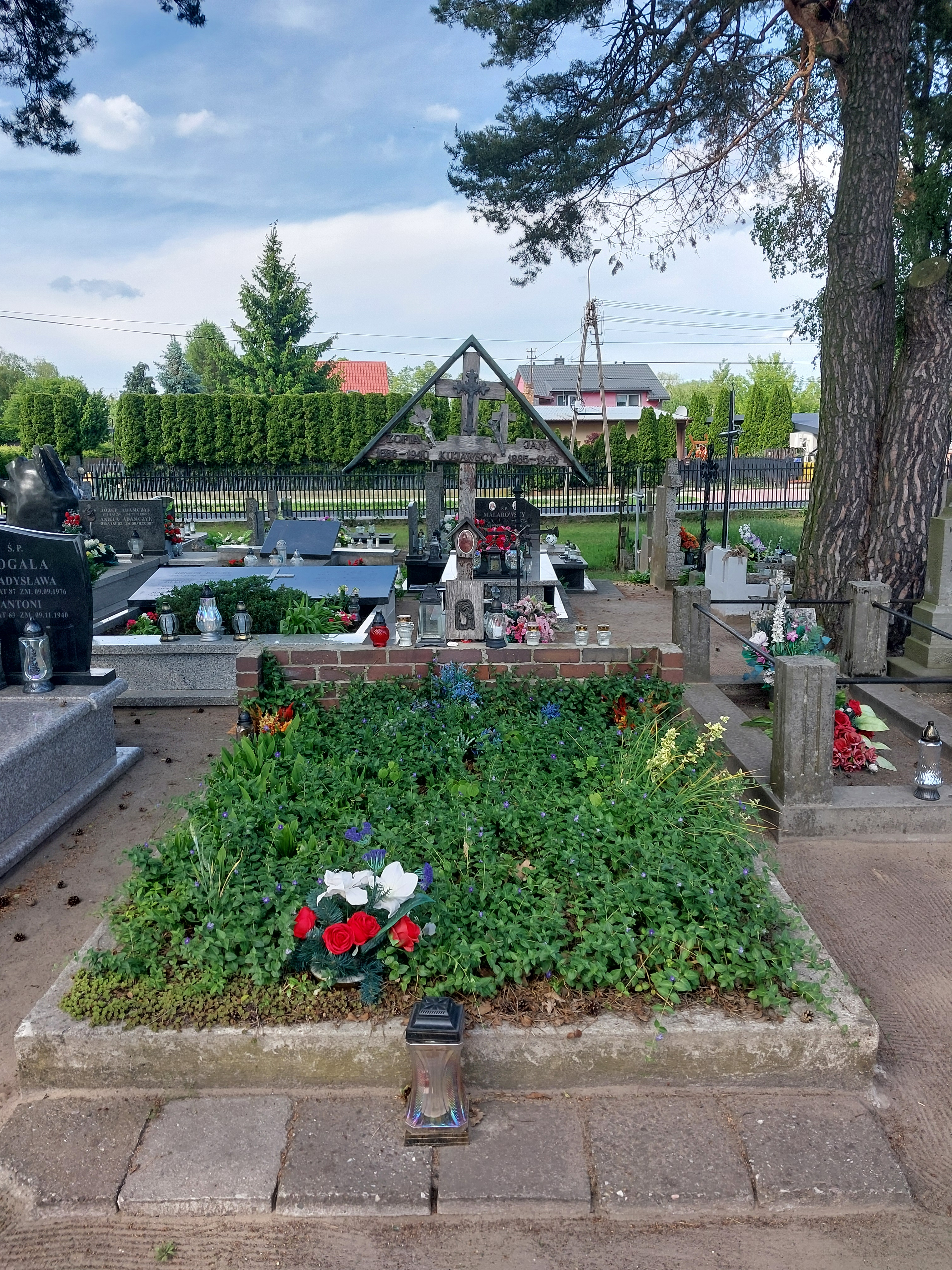
Grób nauczyciela i działacza oświatowego Jana Kujawskiego
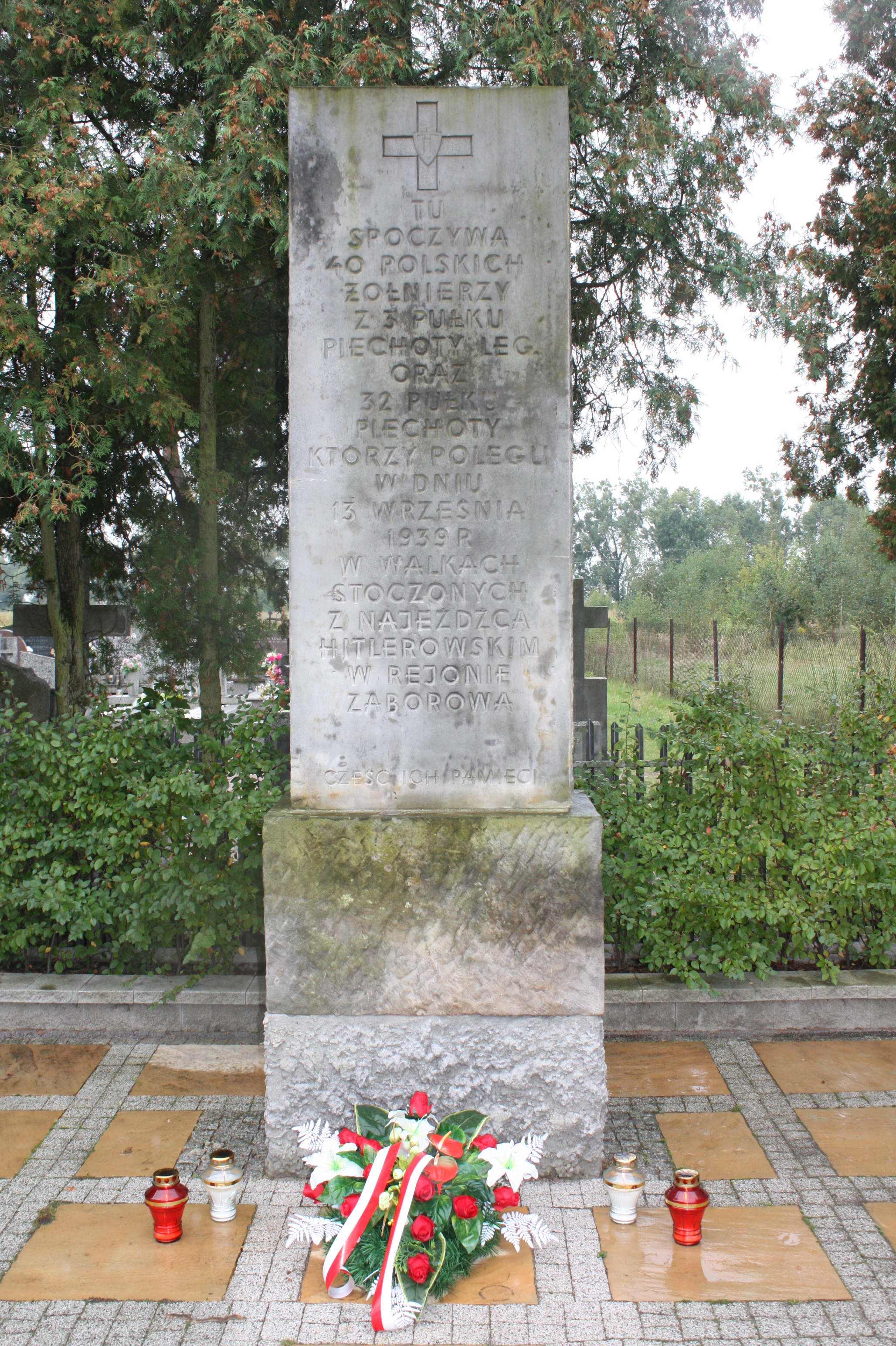
Pomnik w kwaterze wojennej